# زعتر قيليقي
الزعتر القيليقي (باللاتينية: Thymus cilicicus) نوع نباتي ينتمي إلى جنس الزعتر من الفصيلة الشفوية.[إخفاق التحقق]

## الموئل والانتشار
موطنه بلاد الشام وتركيا.

## مرادفات للاسم العلمي
- (باللاتينية: Origanum cilicicum (Boiss. & Balansa) Kuntze)